# چانگان ایدو دی‌تی
چانگان ایدو دی‌تی یک سدان است که توسط چانگان اتومبیل تولید می‌شود.

## آلزوین وی۷
آلزوین وی۷ جانشین سدان ساب کامپکت آلزوین و همچنین جانشین آلزوین وی۵ است. قیمت این خودرو از ۶۰٫۹۰۰ یوان تا ۸۶٫۹۰۰ یوان متغیر است. آلروین وی۷ در اوت ۲۰۱۴ در نمایشگاه خودرو چنگدو ۲۰۱۴ معرفی شد.

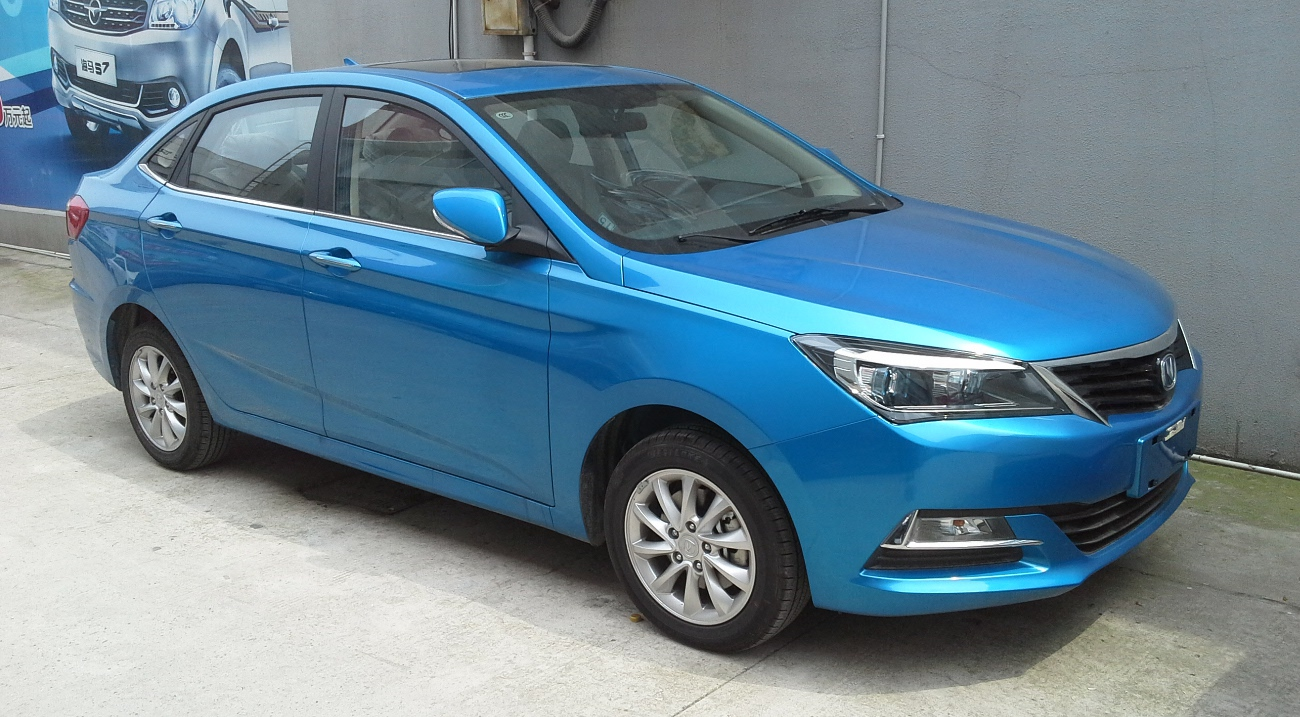
چانگان آلزوین وی۷ (جلو)
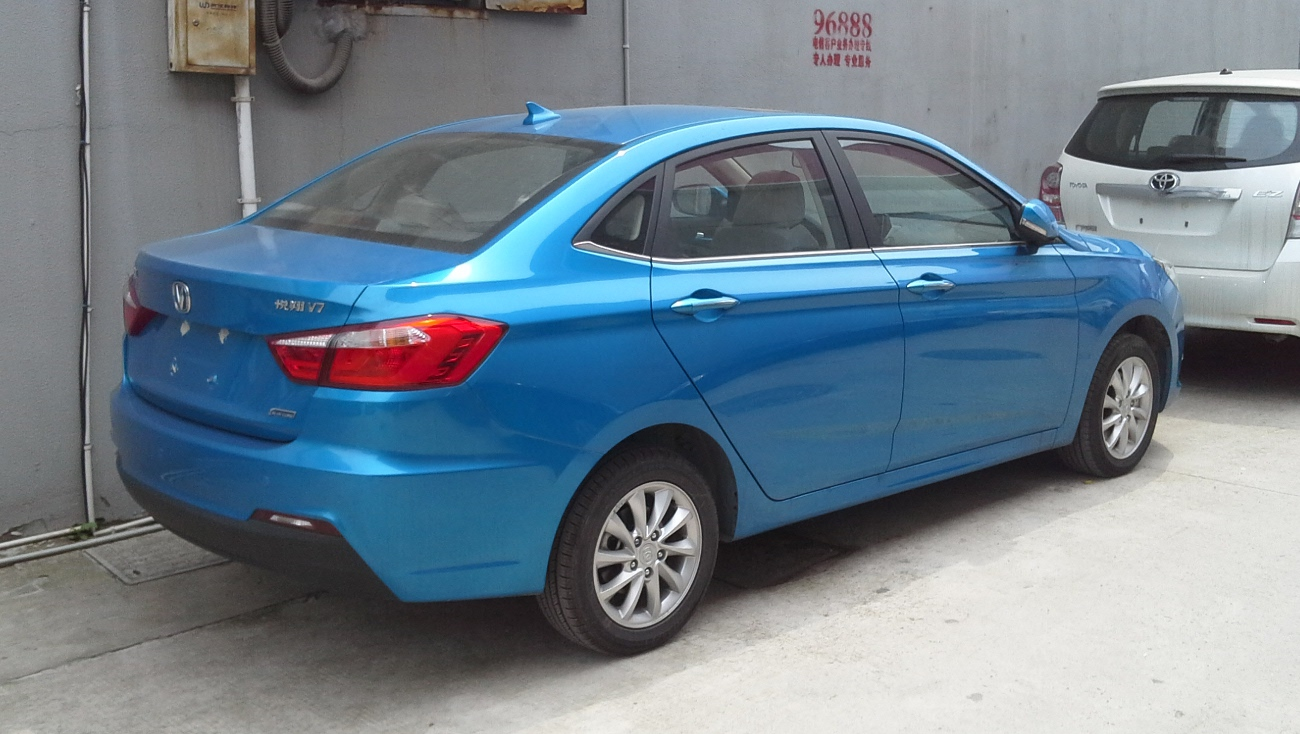
چانگان آلزوین وی۷ (عقب)

## چانگان ایدو دی‌تی

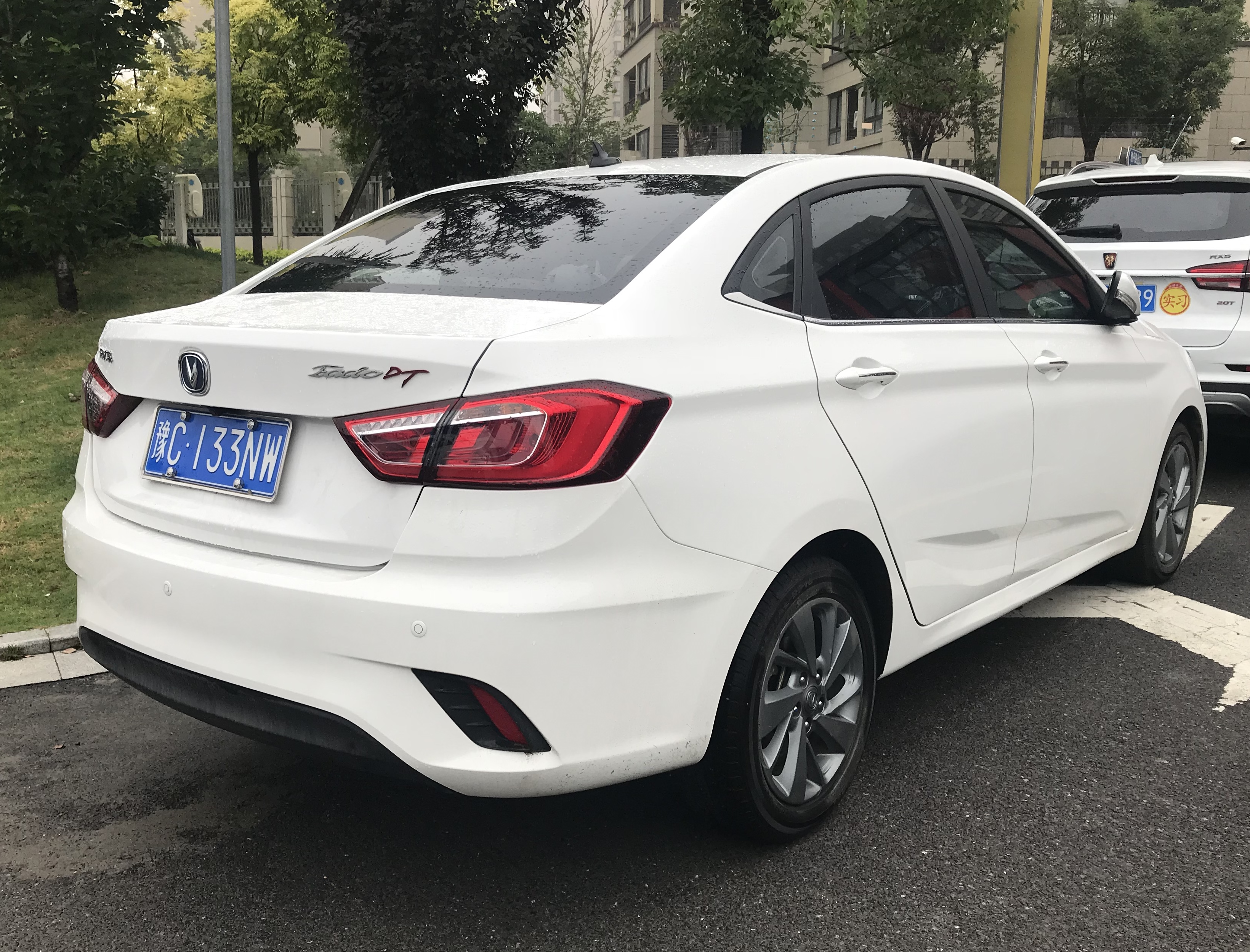
چانگان ایدو دی‌تی (عقب)

چانگان ایدو دی‌تی که در سال ۲۰۱۸ در نمایشگاه خودرو پکن به نمایش درآمد. ایدو دی‌تی به موتورهای مشابه آلزوین وی۷ مجهز شده‌است که شامل یک موتور ۱٫۶ لیتری تنفس طبیعی با تولید ۱۲۴ اسب بخار قدرت و موتور ۱٫۵ لیتری توربوشارژر با توان تولید ۱۷۰ اسب بخار که به جعبه‌دنده ۵ سرعته دستی یا ۵ سرعته خودکار متصل می‌شود.